# كوردان (عفرين)
كوردان (بالكردية: Gorda‏) هي قرية سوريّة تتبع إداريّاً لمحافظة حلب منطقة عفرين ناحية جنديرس. بلغ تعداد سكانها 114 نسمة حسب التعداد السكاني لعام 2004، و1,350 نسمة حسب قيود السجل المدني لنهاية عام 2005.